# Szászszentiván
Szászszentiván (románul: Sântioana) falu Romániában, Maros megyében.

## Története
Csatófalva község része. A trianoni békeszerződésig Kis-Küküllő vármegye Erzsébetvárosi járásához tartozott.

## Népessége
2002-ben 539 lakosa volt, ebből 482 román, 6 magyar, 50 cigány és 1 német.

## Vallások
A falu lakói közül 531-en ortodox és 6-an református hitűek.